# 소말릴란드 축구 국가대표팀
소말릴란드 축구 국가대표팀은 소말릴란드를 대표하는 축구 국가대표팀이다. 현재 FIFA와 아프리카 축구 연맹의 비회원국이므로 FIFA 월드컵과 아프리카 네이션스컵에는 참가할 수 없으며 오직 독립 축구 협회 연맹에서 주관하는 대회에만 참가할 수 있다. 시랜드와의 첫 국제 경기에서 2-2로 비겼다. 2016년 CONIFA 월드 풋볼컵을 통해 첫 국제 대회에 참가하여 조별리그에서는 2패를 기록하면서 8강 진출에 실패했다. 그리고 순위 결정전 1라운드에서는 차고스 제도를 3-2로 물리치며 마침내 국제 경기에서 사상 첫 승을 신고했지만 이어 벌어진 2라운드에서는 세케이 랜드에게 3-10으로 대패를 당하면서 1승 3패·10위의 성적으로 대회를 마감했다.